# Kader Camara
Kader Camara (Conacri, 18 de março de 1982) é um ex-futebolista profissional guineense que atuava como meia.

## Carreira
Kader Camara representou o elenco da Seleção Guineense de Futebol no Campeonato Africano das Nações de 2004.